# Вільнюська група

Країни-члени Вільнюської групи

Вільнюська група — група із десяти посткомуністичних країн, які прагнули приєднатись до НАТО у 2004 році. Група створена у Вільнюсі 19 травня 2000 року. Її метою була практична співпраця, обмін інформацією та лобіювання приєднання у столицях країн-членів НАТО.

## Утворення й діяльність групи
Девізом Вільнюської групи було обрано:

| Хоча кожна країна повинна оцінюватися за її власні заслуги, ми віримо, що інтеграція кожної демократії стане успіхом для всіх нас та інтеграція кожної демократії стане успіхом для Європи й НАТО. Оригінальний текст (англ.) While each country should be considered on its own merits, we believe that the integration of each democracy will be a success for us all and the integration of each democracy will be a success for Europe and NATO. |
До складу групи входили такі країни (в дужках подано роки приєднання до НАТО):
- Албанія (2009)
- Болгарія (2004)
- Естонія (2004)
- Латвія (2004)
- Литва (2004)
- Північна Македонія (2020)
- Румунія (2004)
- Словаччина (2004)
- Словенія (2004)
- Хорватія[a] (2009)

Протягом 2000–2003 років у рамках групи було проведено низку зустрічей.

## Приєднання до НАТО
Болгарія, Естонія, Латвія, Литва, Румунія, Словаччина та Словенія отримали членство під час Стамбульського саміту НАТО 29 червня 2004 року. Албанія й Хорватія приєднались до Альянсу у 2009 році. Єдиною країною із Вільнюської групи, яка до 2020 не могла стати членом НАТО, була Північна Македонія. Її зусилля щодо інтеграції в НАТО довгий час блокувались Грецією внаслідок суперечки через назву Республіки Македонія.